# Gastone Lottieri
Gastone Lottieri (Bagnolo Mella, 24 oktober 1926 – Manerbio, 1 oktober 2000) was een Italiaans componist en dirigent.

## Levensloop
Lottieri was grotendeels muzikale autodidact. Van rond 1940 tot 1960 was hij als muzikant lid van verschillende jazzensembles. Van 1976 tot 1984 was hij dirigent van de Banda di Società Filarmonica di Bagnolo Mella en vanaf 1983 van de Banda di Corpo Musicale Cittadino di Ghedi. 
Naast vele bewerkingen van klassieke muziek voor harmonieorkest schreef hij ook eigen composities. Omdat hij afkomstig was vanuit de jazz, heeft hij ook werken voor jazzensembles gecomponeerd. In december 2005 werd hem in een groot concert met solisten, koren en harmonieorkesten vanuit de hele regio herdacht. 

## Composities

### Werken voor banda (harmonieorkest)
- 1986 Byril Boogie
- 1986 Gaydi, mars
- 1986 Gita al Montello, wals
- 1986 Piccola rapsodia bagnolese
- 1987 Suite religiosa
- 1990 Russkoje Slovo
- 1992 Triade, suite
- 1993 Al monumento, mars
- 1993 Invocazione, symfonisch stuk

### Werken voor jazzensemble
- Fantasia swing
- Blues for Clarinet and Brass